# Ceromya flaviseta
Ceromya flaviseta är en tvåvingeart som först beskrevs av Villeneuve 1921.  Ceromya flaviseta ingår i släktet Ceromya och familjen parasitflugor. Arten har ej påträffats i Sverige. Inga underarter finns listade i Catalogue of Life.